# NGC 7193
NGC 7193 – grupa gwiazd znajdująca się w gwiazdozbiorze Pegaza. Odkrył ją John Herschel 13 października 1825 roku. Klasyfikowana jest jako gromada otwarta lub pozostałość po dużej gromadzie otwartej. Jej odległość od Słońca szacuje się na od około 1,6 tys. do 3,5 tys. lat świetlnych. Niektóre starsze katalogi astronomiczne uznawały ją za nieistniejącą, np. Revised New General Catalogue (RNGC).